# В плену у сакуры
«В плену у сакуры» (яп. ソローキンの見た桜 Сорокин но мита сака)  — российско-японский фильм 2019 года, снятый режиссёром Масаки Иноуэ и повествующий о любви находящегося в плену у японцев русского офицера и японской медсестры. Главные роли исполнили Родион Галюченко и Дзюнко Абэ. Основан на радиоспектакле «Сакура глазами Сорокина. Неизвестная история русских военнопленных в Мацуяме».
Был показан во внеконкурсной секции 41-го Московского международного кинофестиваля 24 апреля 2019 года.

## Сюжет
В настоящее время журналистка по имени Сакурако Такамия работает на местном телеканале. Она исследует кладбище русских военнопленных, которое местные студенты поддерживают в чистоте и порядке. Ее начальник Широ Курата рассказывает ей о письме офицера российской армии Александра Сорокина, адресованном медсестре по имени Юи Такэда. Они едут в Россию, чтобы изучить дневник Сорокина.
В 1904 году, во время русско-японской войны, Юи заботится о раненом Сорокине в лагере для военнопленных в Мацуяме, префектура Эхимэ. Поначалу Юи ненавидит Сорокина, ведь её младший брат погиб на войне от рук русских. Ее чувства меняются, когда она понимает, что даже в эти страшные времена в жизни есть место любви.

## В ролях
- Дзюнко Абэ[англ.] — Юи Такэда / Сакурако Такамия
- Родион Галюченко — Александр Сорокин
- Ёко Ямамото — Кикуэ Такамия
- Александр Домогаров — капитан Василий Бойсман
- Андрей Дементьев — Александр Святополк-Мирский
- Наомаса Мусака — Юкичи Такэда
- Хана Эбисе — Наки Такэда
- Сэцуко Кайда — Таке Такэда
- Иван Громов — Алексей Крушинский
- Иссей Огата — комендант Коно
- Такуми Сайто — Сиро Курата

## Восприятие
В ноябре 2019 года фильм получил премию «За освещение важного этапа в истории отношений между Японией и Россией» на фестивале «Русское зарубежье».
Обозреватель «Российской газеты» Константин Волков отмечает: «Сначала фильм кажется наивным, но чем дальше, тем больше захватывает происходящее». Положительно оценила работу Иноуэ Ася Заболоцкая («Киноафиша»). По её мнению, «главной темой фильма останется именно осознание человечности в прошлом и настоящем», а фильм «подойдёт людям, влюблённым в японскую культуру и жанр исторической драмы». Автор Japan Forward Ариэль Бусетто упомянула отличную «актёрскую химию», возникшую между Абэ и Галюченко, а также игру Огаты и Домогарова.